# And Love Said No
And Love Said No – The Greatest Hits 1997–2004 (englisch für Und Liebe sagte nein – Die größten Hits 1997–2004) ist das 2004 erschienene Greatest-Hits-Album der Dark-Rock-Band HIM aus Finnland. Nach bisher 2,3 Millionen verkauften Alben, allein in Europa, zieht die Gruppe damit ein erstes Resümee.
Auf der Scheibe befinden sich 16 Lieder, davon 14 Singleauskopplungen der bisherigen vier Alben. Die Lieder Your Sweet Six Six Six und Wicked Game sind dort in neu eingespielten Versionen zu finden (die in diversen Ländern, aber nicht in Deutschland, schon im Jahr 2000 auf Razorblade Romance veröffentlicht wurden). Zusätzlich befinden sich auf der CD zwei neue Lieder, das Neil-Diamond-Cover Solitary Man und die titelgebende Eigenkomposition And Love Said No. Beide wurden als Singles veröffentlicht (And Love Said No jedoch nur in Finnland) und es entstanden Musikvideos dazu, bei denen erneut Bam Margera Regie führte. Im Video zu „And love said no“ kann man das Anfang des 20. Jahrhunderts erbaute Fonthill Schloss (Standort: Pennsylvania) sehen.

## Veröffentlichungen und Chartplatzierungen
Neben der Standardfassung erschien das Greatest Hits-Album auch im Digipak mit einer zusätzlichen DVD, auf der ein Konzert mit sechs Liedern im Semifinal in Helsinki vom 4. Dezember 2003 zu sehen ist.
Das Album erreichte Platz 2 in den finnischen und Platz 5 in den deutschen Charts.

## Albumdesign
Das Design ist in weiß mit etwas blau gehalten. Es ist das letzte Albumcover, auf dem Sänger Ville Valo abgebildet ist (von den Studioalben ist schon das 2001 erschienene Deep Shadows and Brilliant Highlights das letzte Album, auf dem er auf dem Cover zu sehen ist). Er hatte danach keine Lust mehr, auf neuen Covern abgebildet zu werden, wahrscheinlich auch, weil er immer wieder darauf angesprochen wurde, ob es sich bei HIM eher um ein Soloprojekt als eine Band handelt. Das Album enthält kein Booklet, sondern ein kleines Poster mit zwei aktuellen Fotos von 2004. Eines ist ein Gruppenfoto der Band, auf dem anderen ist das Coverfoto in einem größeren Ausschnitt zu sehen. Liedtexte sind nicht enthalten.

## Musikstil und Thematik
Zu Thematik von And Love Said No sagte Valo folgendes:

“[…] "And love said no". It's about what I have went through the last two years and where I am today. It's a story about a relationship that didn't work so good. About losing all hope about the future when it comes to love and romance, but in some way find the right person in the end of the tunnel. I have a new girlfriend since September last year. We have known each other for a couple of years. She is a finnish girl who has lived in the States for a few years and recently returned home. […]”

„[…] "And love said no". Es handelt davon, durch was ich die letzten zwei Jahre gegangen bin und wo ich jetzt stehe. Es ist eine Geschichte über eine Beziehung, die nicht so gut funktionierte. Darüber alle Hoffnungen über die Zukunft, in Bezug auf Liebe und Romantik, zu verlieren; aber doch auf eine Weise die richtige Person am Ende des Tunnels zu finden. Ich habe eine neue Freundin seit September letzten Jahres. Wir kannten uns schon ein paar Jahre. Sie ist eine Finnin, die einige Jahre in den USA lebte und kürzlich wieder heimkehrte. […]“

Aus dem ursprünglich langsamen Singer-Songwriter Song Solitary Man wurde ein Pop-Rock-Cover. Zur Coverwahl bzw. Thematik ist folgendes zu erwähnen: Solitary Man stammt eigentlich von Neil Diamond, ist aber auch in der Version von Johnny Cash sehr bekannt. Wahrscheinlich änderte Johnny Cash die Neil-Diamond-Textzeile von me and you – that died, too (ich und du – das starb auch) in me and Sue – that died, too (ich und Sue – das starb auch). Diese Zeile singt auch Valo. Man kann sogar davon ausgehen, dass diese Zeile ausschlaggebend für die Wahl des Covers war, da Valos Ex-Freundin Susanna heißt. Er verarbeitete mit den zwei Bonustracks auf diesem Compilationalbum also höchstwahrscheinlich seine gescheiterte Beziehung.
Für Infos zu den sonstigen Songs, siehe:
- Greatest Lovesongs Vol. 666: When Love and Death Embrace
- Razorblade Romance: Join Me (in Death), Right Here in My Arms, Your Sweet Six Six Six, Gone With the Sin, Wicked Game, Poison Girl
- Deep Shadows and Brilliant Highlights: Heartache Every Moment, In Joy and Sorrow, Close to the Flame, Pretending
- Love Metal: Buried Alive By Love, The Funeral of Hearts, The Sacrament

## Titelliste
Die Stücke ohne weitere Angaben wurden von Ville Valo geschrieben.
1. And Love Said No
2. Join Me (in Death)
3. Buried Alive By Love (Radio Edit)
4. Heartache Every Moment
5. Solitary Man (Neil Diamond)
6. Right Here in My Arms (Radio Edit)
7. The Funeral of Hearts (Radio Edit)
8. In Joy and Sorrow (Radio Edit)
9. Your Sweet Six Six Six (Razorblade-Romance-Version)
10. Gone With the Sin
11. Wicked Game (Razorblade-Romance-Version) (Chris Isaak)
12. The Sacrament (Radio Edit)
13. Close to the Flame
14. Poison Girl
15. Pretending
16. When Love and Death Embrace

Digipack-Ausgabe (Bonus-DVD):
1. Soul on fire – live
2. The Funeral of Hearts – live
3. Beyond Redemption – live
4. Sweet Pandemonium – live
5. Buried Alive By Love – live
6. The Sacrament – live